# Xystrocera gracilipes
Xystrocera gracilipes là một loài bọ cánh cứng trong họ Cerambycidae.